# Metro de Granada
El Metro de Granada —oficialmente Metropolitano de Granada— es un sistema de metro ligero que da servicio a la ciudad española de Granada y a su área metropolitana. Este sistema, que fue inaugurado el 21 de septiembre de 2017, está gestionado por la Agencia de Obra Pública de la Junta de Andalucía, dependiente de la Consejería de Fomento y Vivienda.
Consta de una única línea que atraviesa la ciudad de Granada de norte a sur y conecta asimismo con los municipios de Albolote, Maracena (en el norte) y Armilla (sur). Con 16 km de longitud y 26 paradas, es la segunda línea de mayor extensión de Andalucía y la tercera red andaluza por número de usuarios, por detrás de los metros de Sevilla y Málaga. Fue la novena red de ferrocarril metropolitano de España en ser inaugurada, por detrás de las de Madrid, Barcelona, Valencia, Bilbao, Alicante, Palma, Sevilla y Málaga. Un total de quince unidades de ferrocarril del modelo CAF Urbos III prestan servicio al sistema, con una longitud de 32 metros y con capacidad para 210 viajeros. Circulan a una velocidad máxima de 70 km/h en vía de ancho internacional.
En octubre de 2021 la Junta de Andalucía puso en marcha el proyecto de la primera ampliación de la red, que extenderá el recorrido por sus extremos norte y sur y creará una nueva variante por el centro de la capital. Una vez finalizado, el sistema está previsto que cuente con tres líneas comerciales. Su puesta en funcionamiento está prevista para el año 2030.

## Historia

### Antecedentes y proyecto

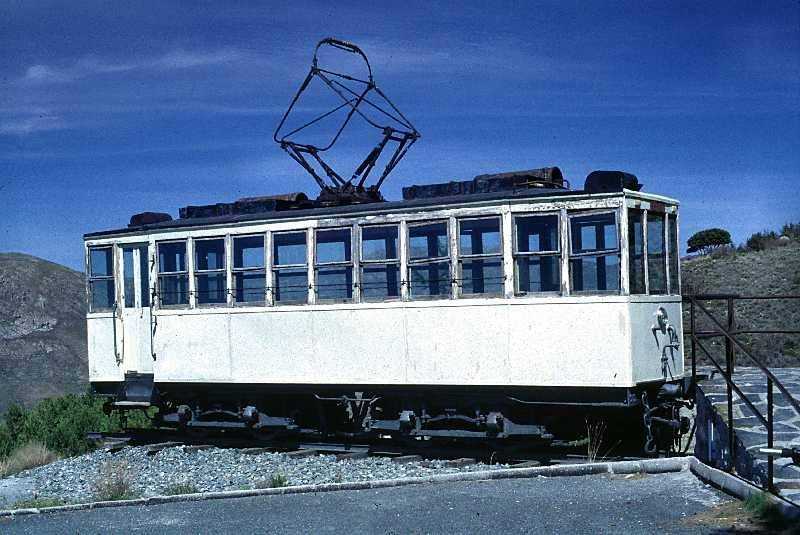
Tranvía de la Sierra.

En la primera mitad del siglo XX Granada disponía de una extensa red de tranvías metropolitanos que unían la ciudad con la mayor parte de los municipios de su área. Como en casi toda Europa, el sistema fue decayendo poco a poco hasta proceder a su clausura definitiva en 1974 con el cierre de la línea de Sierra Nevada, la última que continuaba en funcionamiento.
La idea que dio origen al metro actual surgió por primera vez el 18 de noviembre de 1998, cuando el Ayuntamiento de Granada y el gobierno autonómico presentaron un proyecto basado en el tranvía de Nantes. Plantearon una línea con un trazado muy similar al que finalmente se llevó a cabo, pero que finalizaba en el por entonces futuro Parque Tecnológico de Ciencias de la Salud. En 2004 se llevó a cabo un estudio informativo en el que se proyectaron hasta cuatro propuestas diferentes sobre el trazado que debía realizar dicha línea.
Un año después, en enero de 2005, se definió definitivamente el trazado de una gran línea que atravesaría la ciudad a través de Camino de Ronda. Esta se diseñó con la intención de abarcar puntos de alta afluencia ciudadana, como la estación de autobuses, la estación de Ferrocarril, el Campus Universitario de Fuentenueva, los principales hospitales de la capital, así como el estadio deportivo Nuevo Los Cármenes. También se contemplaba que llegase a los municipios de Albolote, Maracena y Armilla.

### Construcción

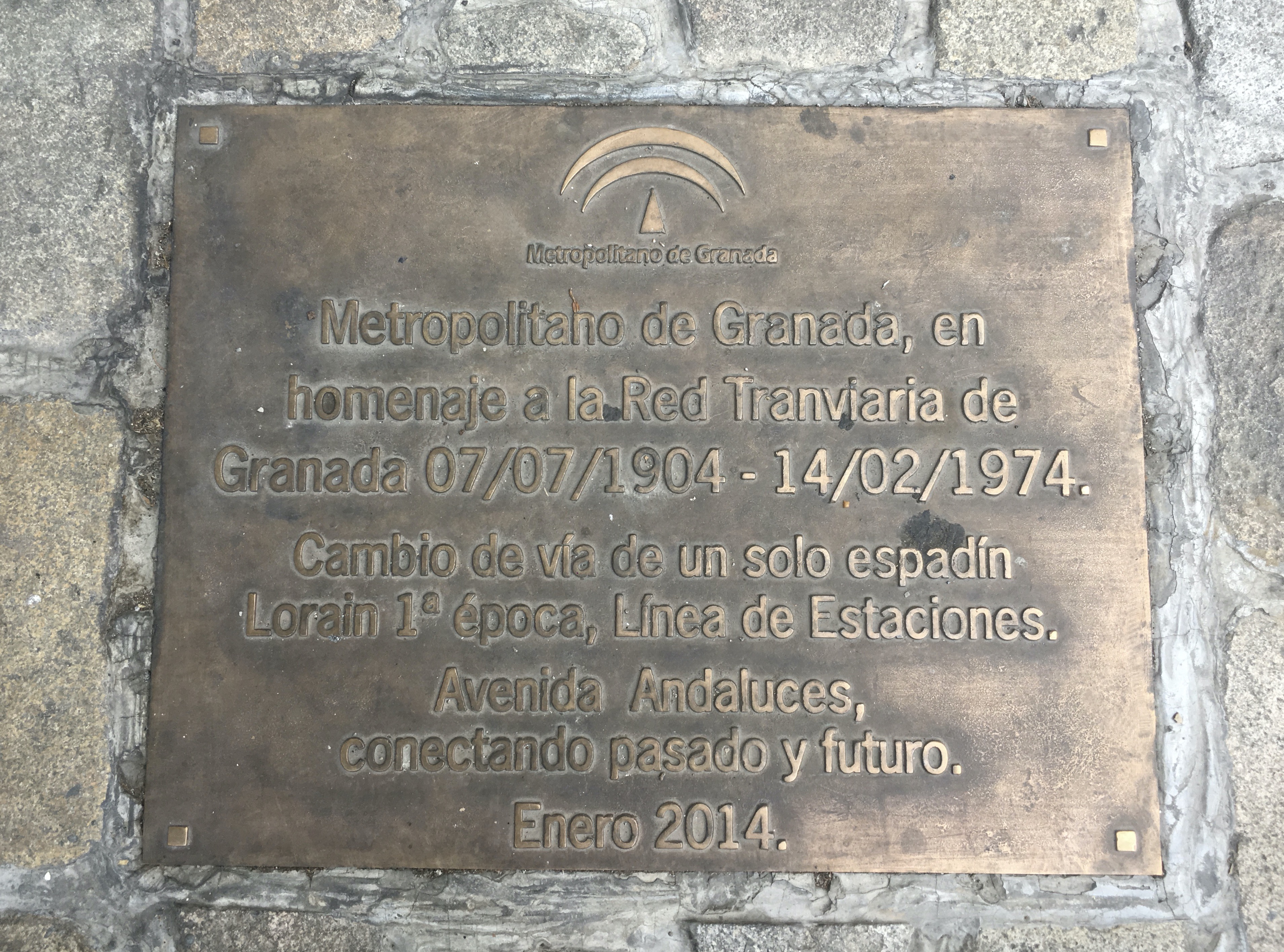
Placa del Metro de Granada en homenaje al tranvía de Granada.

La materialización del proyecto se enmarca en un contexto de expansión del ferrocarril urbano en el sur de España. Junto al metro de Granada se desarrollaron sistemas de características similares en otras provincias: el metro de Sevilla, el metro de Málaga, el tren tranvía de la Bahía de Cádiz y el tranvía de Jaén.
La licitación del primer tramo, fruto de un acuerdo entre gobierno autonómico y Ayuntamiento de Granada, tuvo lugar en primavera de 2006. En aquel momento las previsiones de inversión eran de un total de 25,5 millones de euros para los 16 kilómetros del trazado. Las obras comenzaron un año más tarde, el 20 de agosto de 2007. Por aquel entonces su finalización estaba prevista para 2010.
Las actuaciones para llevar a cabo los túneles del tramo soterrado comenzaron un año más tarde, en 2008. Diferentes discrepancias políticas entre la Junta de Andalucía y el Ayuntamiento de Granada sobre la nueva planificación urbanística del Camino de Ronda, así como unos incipientes problemas de financiación, dilataron notablemente las actuaciones en la zona.
En 2010, fecha prevista para la finalización total del proyecto, las obras apenas habían comenzado en la mayoría de tramos. Las actuaciones en Camino de Ronda, que conllevaban el levantamiento completo del suelo a lo largo de la avenida, se llegaron a alargar durante más de siete años. Dicha situación provocó una importante caída del comercio en la zona, impulsando el cierre de un importante número de negocios.
En diciembre el gobierno andaluz constituyó la empresa pública Metro de Granada, S.A., que adquiría de Ferrocarriles de la Junta de Andalucía la titularidad y responsabilidad del proyecto. La creación de la sociedad, participada en un 51 % por la Junta de Andalucía, tenía como objetivo abrir la puerta a que un inversor privado pudiese entrar en el accionariado del metropolitano.
Durante 2011 afloraron múltiples problemas de financiación e impagos acumulados con las constructoras que provocaron la paralización de las obras durante la mayor parte del año. La situación no se desbloqueó hasta febrero de 2012, cuando la Junta de Andalucía suscribió una línea de crédito de 130 millones de euros con el Banco Europeo de Inversiones con el fin de que se pudiesen retomar las obras lo antes posible. La fecha de apertura del servicio se predecía entonces para mediados de 2013.
Ese mismo año, en las excavaciones llevadas a cabo durante la construcción de la estación Alcázar Genil se hallaron restos arqueológicos correspondientes a una naumaquia almohade del siglo XIII, lo cual obligó a replantear el proyecto de la estación para integrar dichos restos en su arquitectura. Paralelamente, se descubrieron vasijas y restos romanos que databan del siglo IV en las inmediaciones del campus universitario de Fuentenueva. Dichos incidentes supusieron nuevas dilaciones en los plazos de finalización de las obras. A pesar de que la Junta había previsto que para entonces los trenes comenzarían a realizar pruebas entre Albolote y Maracena, el embrionario estado de la construcción de la plataforma en gran parte del trazado hizo inviable la promesa.
El desarrollo del proyecto tuvo un notable impulso durante el año 2013, en el cual se aceleraron las actuaciones y se realizaron avances notables en todos los tramos: se ejecutaron tareas de urbanización, se acometió la implantación de la vía y se completó el túnel subterráneo de Camino de Ronda.
Para la primavera de 2014, las vías estaban completas a excepción de un tramo de 300 metros en los que la línea transcurría por la estación de ferrocarril de Granada. Al ser los terrenos propiedad de Adif, se requería de la autorización del ente estatal para que las maquinarias de Metro de Granada pudiesen entrar a ejecutar las obras. Este permiso se dilató durante meses, lo cual provocó acusaciones cruzadas entre el gobierno andaluz y el central por la responsabilidad de los retrasos. Por aquel entonces, la Junta anunciaba su intención de inaugurar el metro el siguiente año a pesar de la imposibilidad de finalizar sus obras. Según sus planes, para el primer semestre de 2015 la línea comenzaría a entrar en servicio de forma parcial, recorriendo solo el tramo de Albolote hasta Caleta, ya que más allá de esta parada se encontraba la estación de ferrocarril en las que la vía seguía sin poderse ejecutar.
A principios de 2015 la Unión Europea declaró el metro de Granada como «Gran Proyecto de la UE», lo cual supuso para el proyecto una subvención adicional de 262 millones de euros. Las obras se acercaban a su finalización, por lo que se procedió a instalar elementos mecánicos, iluminación, ascensores y otros elementos urbanos. Durante la primavera de este año, se organizó una jornada de puertas abiertas en la Alcázar Genil, con el fin de que los ciudadanos pudiesen apreciar el trabajo que se había realizado. El proyecto, que corrió a cargo del arquitecto Antonio Jiménez Torrecillas, integra los restos arqueológicos en una bóveda que corona el vestíbulo de la estación y a la que se puede acceder desde su interior. Su diseño, de líneas suaves y elementos en acero y cristal, sirvió para definir las líneas arquitectónicas generales del resto de estaciones.
El desbloqueo de las obras en la estación de ferrocarril no llegó hasta agosto de 2015. Adif finalmente otorgó los permisos necesarios a Metro de Granada para que pudiese realizar las obras en sus terrenos. Una vez conocida esta noticia, dirigentes del gobierno andaluz desecharon la posibilidad de que el metro entrase en servicio parcialmente, reservando la apertura para cuando pudiese realizarse el recorrido completo. Una vez solucionado, se procedió a reanudar las obras de construcción de la parada denominada Estación Ferrocarril, que culminaron un año más tarde. El 8 de junio de 2016 se llevó a cabo la última soldadura de la vía, en una ceremonia a la que acudieron diversas personalidades políticas del gobierno andaluz y el ayuntamiento. Así, tras más de diez años quedaban unidos de forma definitiva los 16 kilómetros que constituyen la línea 1 del metro de Granada. La Junta de Andalucía fijó entonces el mes de diciembre de 2016 como fecha de la inauguración.

### Pruebas de circulación e inauguración

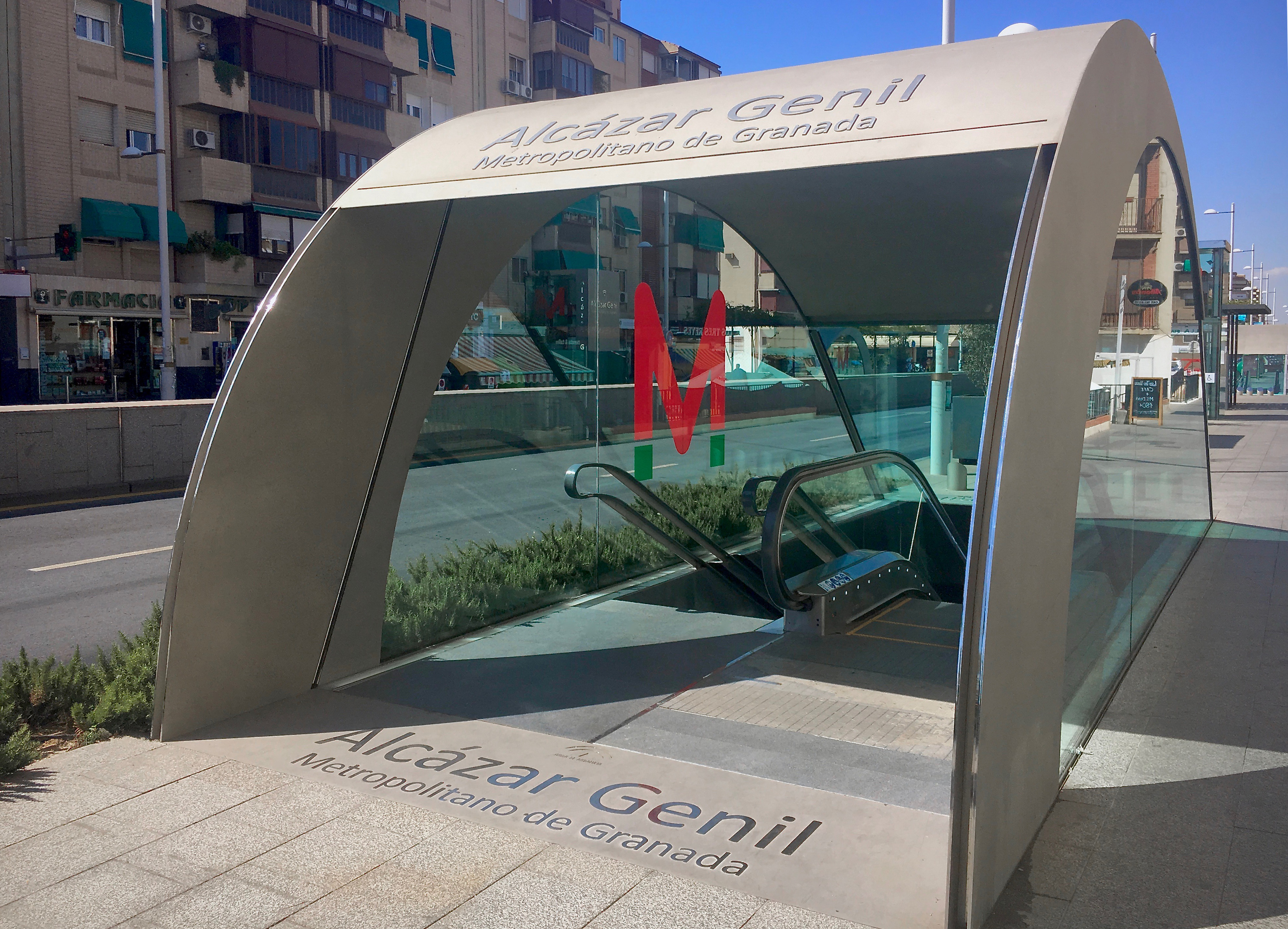
Entrada de la estación Alcázar Genil.

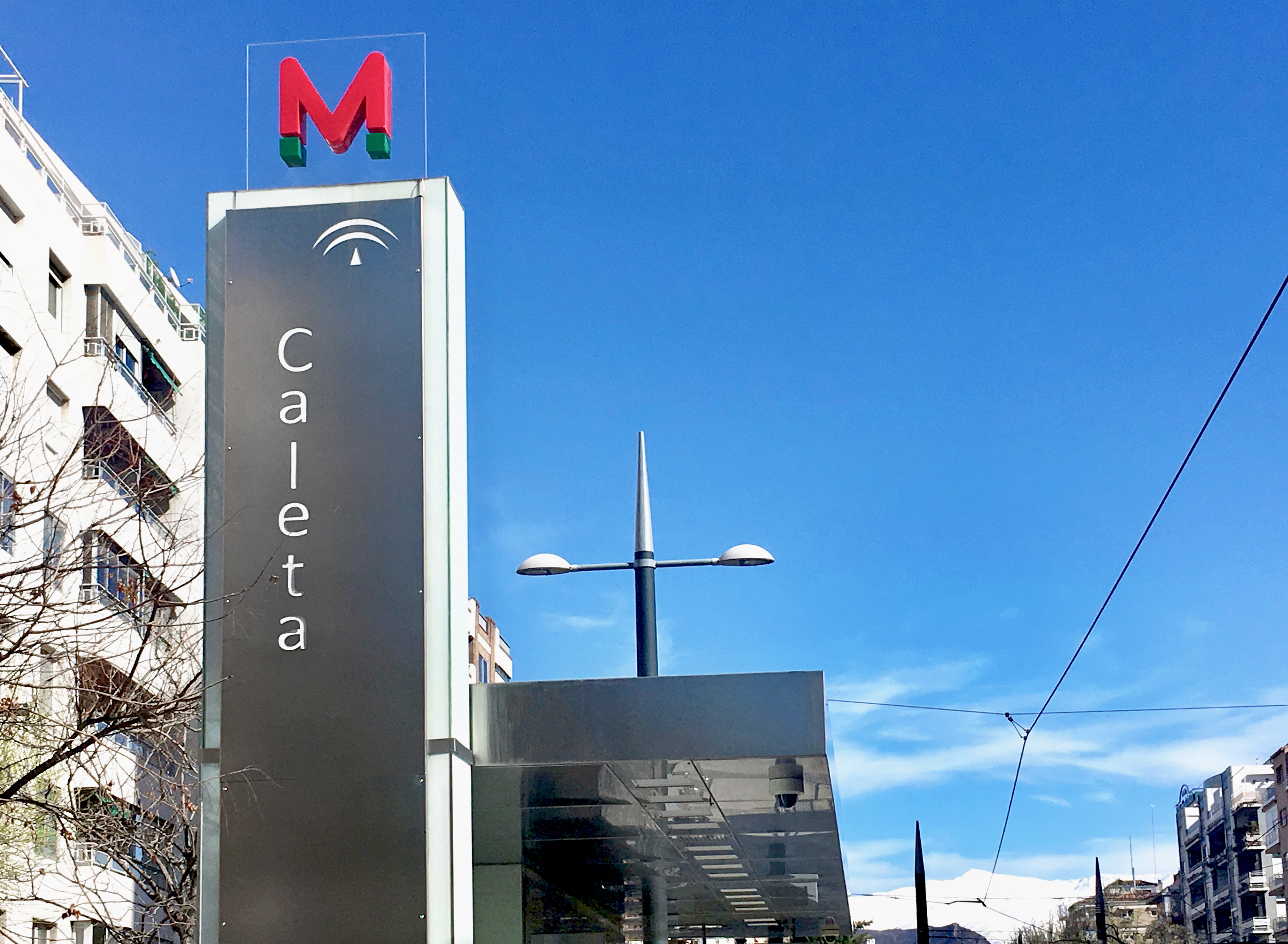
Logotipo e identificativo del Metro de Granada en la estación de Caleta.

Tras la conclusión de las obras y a falta de que concluyesen algunas actuaciones menores, en verano de 2016 dieron comienzo las primeras pruebas en superficie del metro de Granada. Durante el año se organizaron varias jornadas informativas de puertas abiertas mostrando el interior de las unidades ferroviarias y de las estaciones.
Paralelamente, el gobierno andaluz agilizó los trámites para la puesta en marcha de la explotación comercial del servicio. Contradiciendo el criterio que había mantenido hasta ese momento, la Junta de Andalucía renunció a la entrada de inversores privados en el proyecto, apostando por un servicio totalmente público. Se procedió a la liquidación de la sociedad Metro de Granada S.A., traspasando la titularidad de la infraestructura a la Agencia de Obra Pública de la Junta de Andalucía.
Por otro lado, se decidió que fuese un operador externo el que hiciese la explotación comercial del servicio. En agosto de 2016 se convocó un concurso público para operar Metro de Granada al que se presentaron 20 empresas candidatas. Finalmente, el contrato fue resuelto el 19 de octubre de 2016 a favor de la candidatura «Avanza Metro de Granada», compuesta por el Grupo Avanza y Corporación Española de Transportes.
La fecha de inauguración sufrió múltiples retrasos a lo largo del año que el gobierno andaluz atribuyó a diversos inconvenientes durante las pruebas de simulación y las obras en la estación de ferrocarril de Adif, comprometiéndose a abrir el servicio comercial completo una vez que las pruebas alcanzaran una eficiencia superior al 95 %.
El lunes 18 de septiembre de 2017, el consejero de Fomento y Vivienda de la Junta de Andalucía compareció ante la prensa para anunciar la puesta en marcha del servicio con pasajeros para tres días después. El jueves, 21 de septiembre a las 12 de la mañana el metro de Granada quedó finalmente inaugurado en un acto especial al que acudieron responsables de todas las administraciones involucradas. Durante su primer día de servicio el metropolitano tuvo una buena acogida con 23 500 usuarios. Los datos positivos en cuanto a afluencia se consolidaron en los meses siguientes a su puesta en funcionamiento al alcanzar los 1,5 millones de pasajeros en noviembre de 2017, dos meses después de su inauguración.

## Infraestructuras y aspectos técnicos

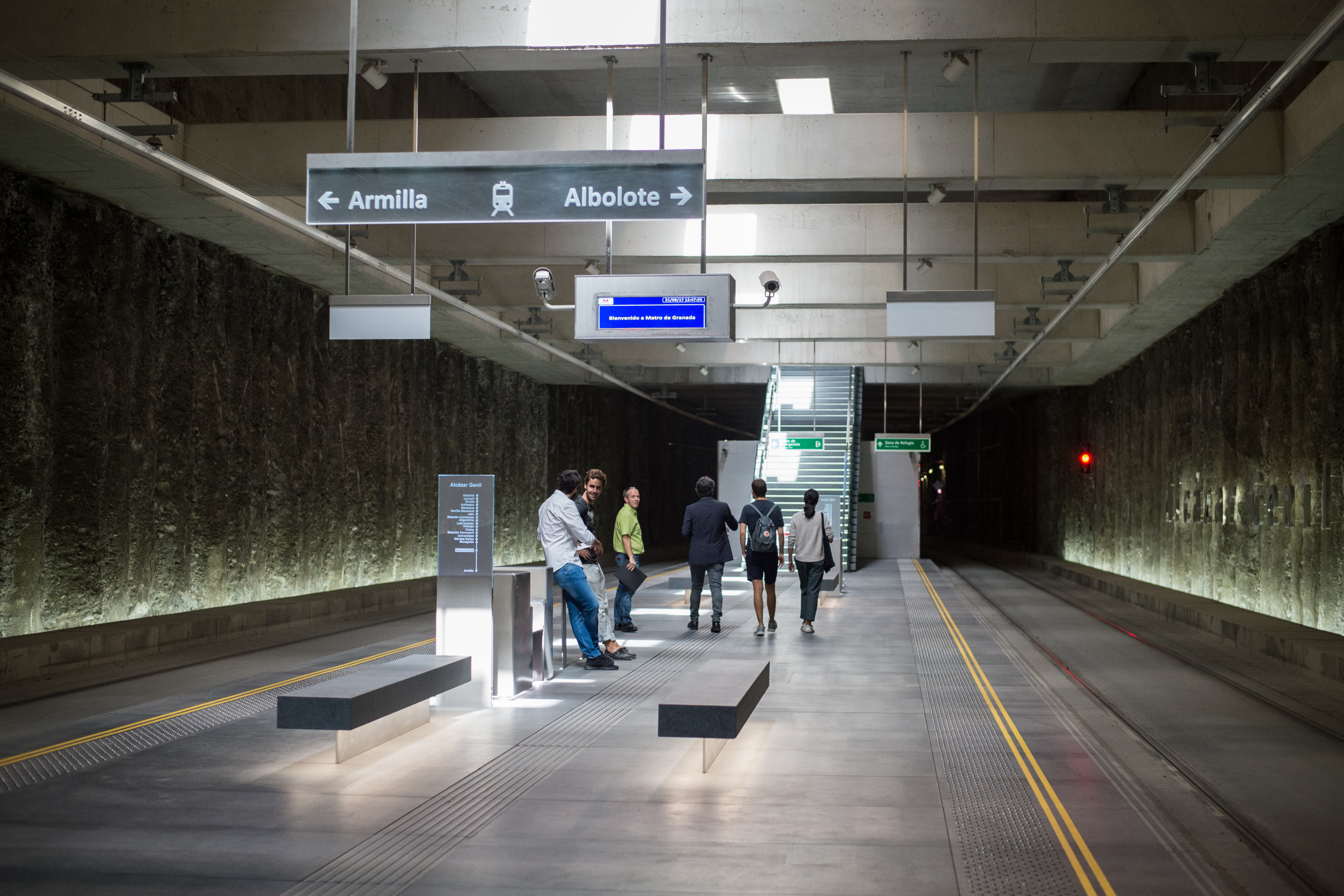
Andén de la estación de Alcázar Genil, que cuenta con una arquitectura propia en la que se integran los restos arqueológicos hallados durante la construcción.

El metro de Granada consta tanto de tramos soterrados como en superficie. En estos últimos la infraestructura se encuentra integrada con el paisaje urbano de la ciudad. Las vías se encuentran dispuestas en una plataforma segregada, ornamentada en adoquines o césped artificial. Los 57 puntos en los que el trazado intersecciona con el resto de vehículos o peatones se resuelven mediante regulación semafórica con prioridad para el ferrocarril. La longitud de los andenes es de 65 metros en superficie y 68 metros bajo tierra, lo que permite situar en el andén una composición formada por dos trenes de 5 módulos. El ancho de vía es de 1435 mm.
Los tramos soterrados están formados por un túnel ejecutado mediante la técnica de «cavar y cubrir». Este tipo de construcción consiste en la excavación de la zanja que ocupa el hueco del túnel a cielo abierto, que se cierra posteriormente con una losa de coronación. Para sostener las cargas que soporta el túnel, todo su recorrido está refozado con pantallas de pilotes. La construcción de las infraestructuras necesarias para la puesta en marcha del metro sirvió para reurbanizar múltiples zonas de la ciudad. En la mayoría de casos la construcción ha servido para la ampliación de aceras y la creación de nuevas zonas peatonales. También se han plantado árboles y se han creado nuevas ciclovías a lo largo de gran parte del recorrido.
El sistema de seguridad implantado en el metro de Granada es de tipo FAP (Frenado Automático Puntual), que dispone de balizas puntuales situadas en la vía que activan el sistema de frenado de emergencia si no se cumplen las condiciones establecidas (velocidad máxima, situación de las señales y las agujas, o cualquier otro parámetro que se quiera establecer en las balizas). Las estaciones incorporan Wi-Fi para la comunicación entre los trenes y el Puesto Central de Mando y para el control de aforos.
La electrificación se realiza a través de dos subestaciones transformadoras situadas en el entorno de las estaciones de Sierra Nevada y Juncaril, alimentadas respectivamente desde las subestaciones de Las Gabias y Atarfe. La tensión final de trabajo es de 750 voltios en corriente continua.

### Parque móvil

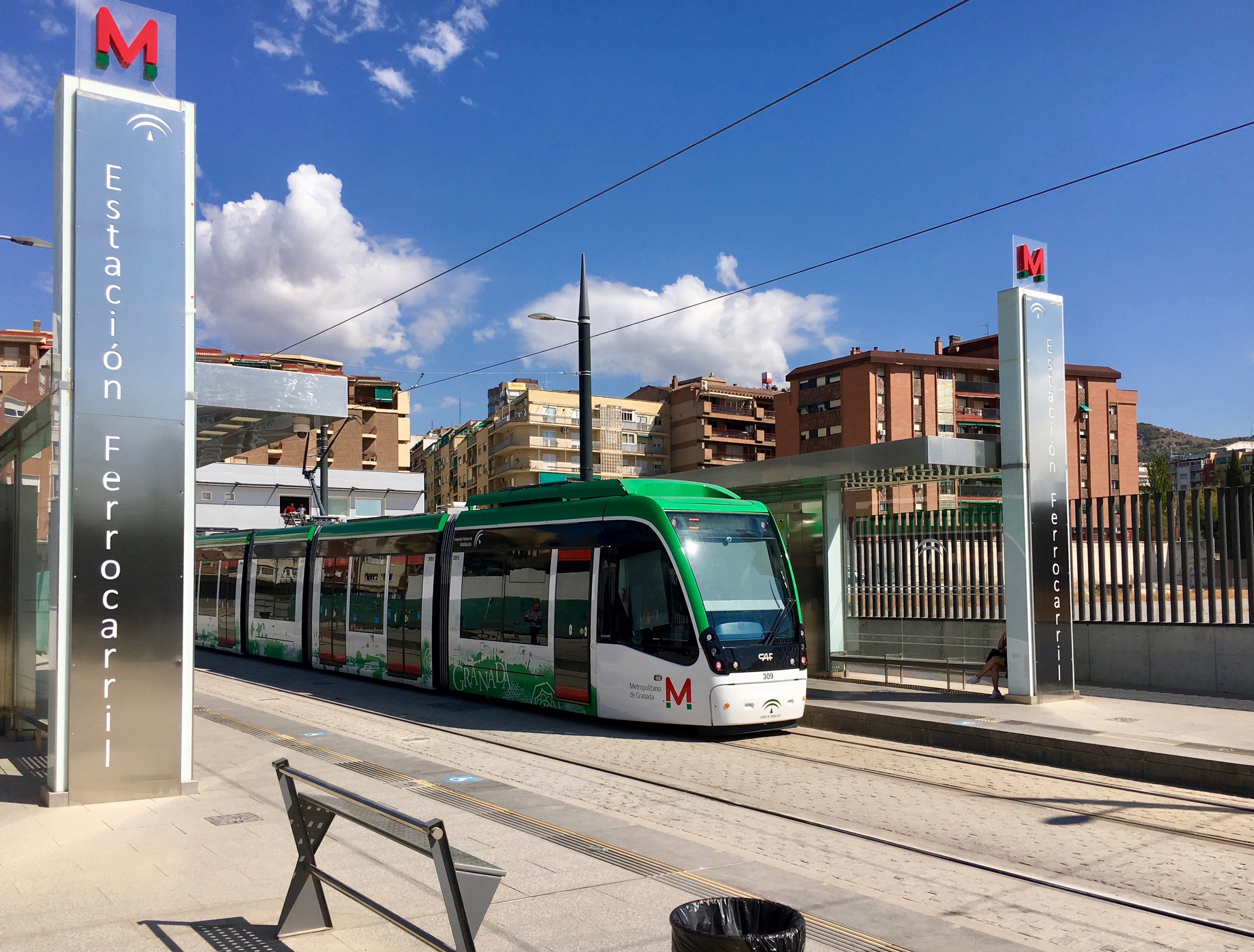
Unidad CAF Urbos 3 del Metro de Granada a su paso por la estación «Estación Ferrocarril».

El Metro de Granada es un sistema de metro ligero al que dan servicio 15 unidades del modelo Urbos 3 fabricados por CAF, los cuales disponen de cinco módulos con una longitud total de 32 metros y capacidad para 221 pasajeros cada uno. El interior de los ferrocarriles es de piso bajo, con entradas accesibles a discapacitados, carritos de bebé y bicicletas. Las cabinas montan a bordo un sistema para modificar la posición de las agujas y poder crear itinerarios desde la cabina de conducción. Además, incluyen freno dinámico con recuperación de energía a la red.
El sistema presta servicio a viajeros de lunes a domingo entre las 6:30 y las 23:00 horas. En horas punta la frecuencia de paso se sitúa en torno a los 8 minutos con 13 unidades en circulación, mientras que en horas valle el tiempo de espera en andén se sitúa en un intervalo de 12-15 minutos con 8 ferrocarriles operando.
En octubre de 2009 Ferrocarriles de la Junta de Andalucía licitó la fabricación de las unidades de ferrocarril que prestarían servicio al metro de Granada por un total de 47,75 millones de euros. Se presentaron tres ofertas de Siemens, Vossloh España y CAF. El 7 de abril de 2010 se adjudicó el contrato a CAF por 43,9 millones de euros.

### Talleres y cocheras

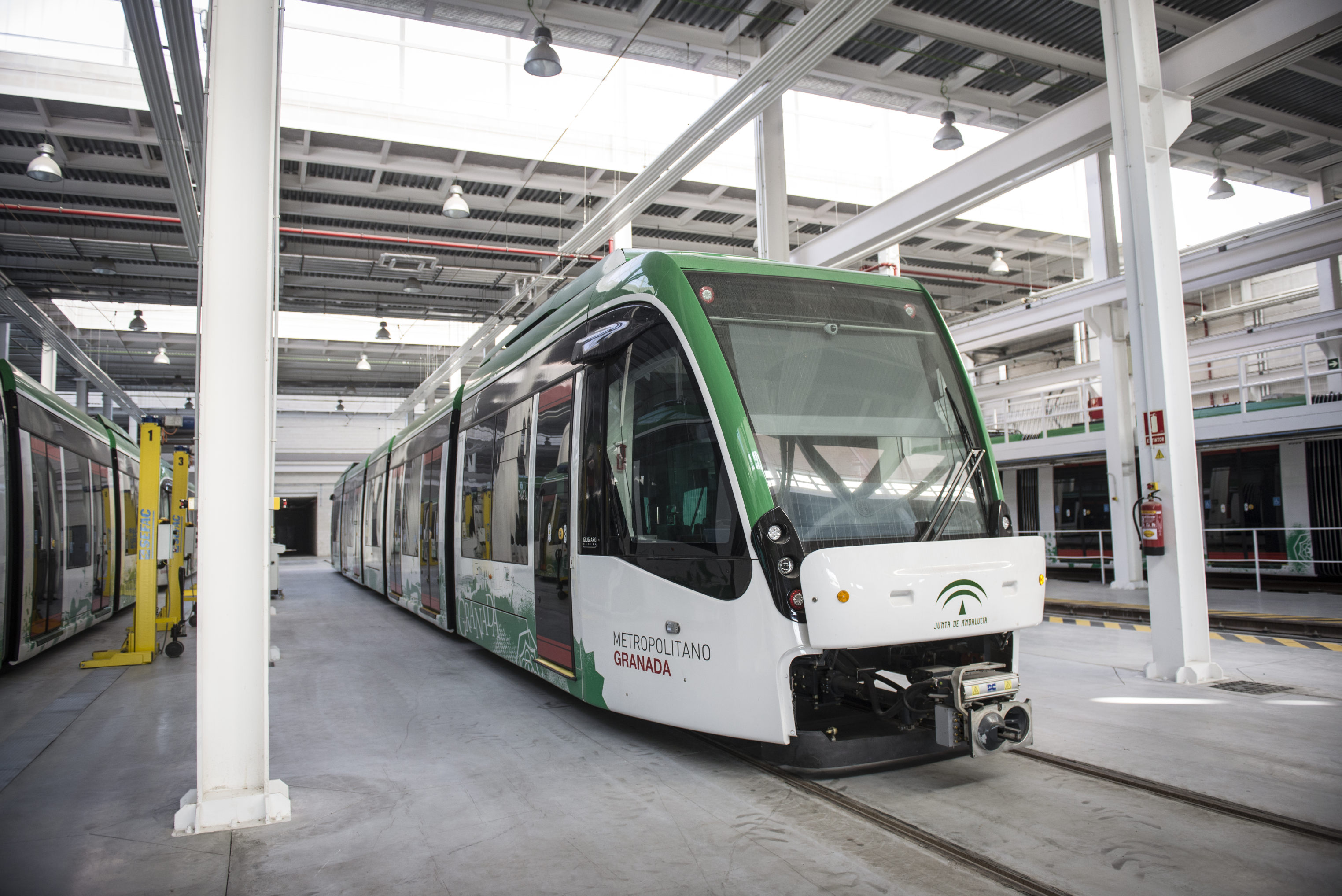
Unidad del Metro de Granada en los talleres situados en el edificio administrativo del Cerrillo de Maracena.

Los talleres y cocheras se sitúan en unos terrenos de 59 000 metros cuadrados cercados por la circunvalación de Granada en el distrito de Cerrillo de Maracena, con una capacidad total para 33 trenes. Para su acceso cuenta con un ramal que discurre en túnel bajo la circunvalación y que conecta este edificio con la línea principal entre las estaciones de Maracena y Cerrillo de Maracena.
Dicho edificio también alberga el Puesto Central de Mando del sistema, desde el cual se realizan las funciones de control y administración de las infraestructuras y tiempos del servicio y desde el que se atienden las incidencias. A su vez, la instalación es la sede social de Metro de Granada y en ella se encuentran los servicios administrativos así como el punto central de atención al usuario.

### Circulación sin catenaria
Desde los planteamientos iniciales, los responsables de llevar a cabo el proyecto del Metro de Granada mostraron la intención de que el ferrocarril pudiese circular sin necesidad de hilo de contacto en algunos tramos, con el fin de salvaguardar el entorno urbano en zonas históricas o de alto valor paisajístico. Finalmente se seleccionó para ello un sistema similar al utilizado en el Metrocentro de Sevilla denominado ACR por el cual el ferrocarril utiliza ultracondensadores para acumular en ellos la energía necesaria que utiliza en los tramos sin catenaria.
A lo largo del trazado del metro de Granada hay un total cuatro tramos en los que el ferrocarril puede circular sin necesidad de hilo de contacto:
- Entre Villarejo y Maracena: desde el PK 6/770 al 7/373.
- Entre Estación Ferrocarril y Universidad: desde el PK 7/743 al 8/273.
- Entre Hípica y Andrés Segovia: desde el PK 10/918 al 11/265.
- Entre Fernando de los Ríos y Armilla: desde el PK 15/150 al 11/265.

## Líneas

### Línea 1

Plano esquemático del Metro de Granada.

La Línea 1 del Metro de Granada es una línea metropolitana que atraviesa la ciudad transversalmente a través del Camino de Ronda y la conecta con varios municipios de su área circundante. Tiene una longitud total de 15 923 metros y 26 estaciones (645 m entre paradas de media). En 2022 tuvo 11,1 millones de viajeros, lo que supone un incremento del 38.6 % respecto al ejercicio anterior. El recorrido se reparte entre 4 municipios, quedando el 63 % del trazado en Granada, el 16 % en Armilla, el 11 % en Maracena y el 10 % en Albolote. Cuenta con doble vía en todo el trazado a excepción de un pequeño tramo de vía única en el municipio de Armilla, en lo que anteriormente fue el paso por el municipio de la N-323.
La línea es intermodal: cuenta con paradas en la estación de autobuses y en la estación de ferrocarril —en la que conecta con trenes de media y larga distancia, así como con trenes de alta velocidad—. Así mismo, en la mayoría de estaciones existe conexión con la red de bus urbano de Granada y con la mayoría de líneas de autobús metropolitano.
Otro de los objetivos de la línea es conectar el centro y el área metropolitana con los principales centros de ocio, trabajo e interés social de Granada: el Polígono Industrial de Juncaril, el Parque Tecnológico de Ciencias de la Salud, el estadio Nuevo Los Cármenes, el Palacio de los Deportes, los dos principales hospitales de la ciudad y los Campus de Fuentenueva, Salud y Aynadamar de la Universidad de Granada. La zona servida por el Consorcio de Transporte Metropolitano del Área de Granada está integrada por 34 municipios y cuenta con una población que supera el medio millón de habitantes, casi el 68 % del censo de la población de la provincia.
La duración del trayecto completo es de 47 minutos, aunque el objetivo principal son los trayectos intermedios, para unir la ciudad con el norte y el sur de su área metropolitana. La velocidad comercial, que incluye los tiempos de parada, oscila entre los 20 y los 30 km/h. La frecuencia de paso de la línea se encuentra en torno a 7 minutos.
| Tramo                   | Límite  | Imagen |
| ----------------------- | ------- | ------ |
| Recorrido interurbano   | 80 km/h |        |
| Túnel                   | 80 km/h |        |
| Recorrido urbano        | 50 km/h |        |
| Bretel, escape o desvío | 50 km/h |        |

| Tramo                     | Límite  | Imagen |
| ------------------------- | ------- | ------ |
| Cruce con tráfico rodado  | 40 km/h |        |
| Vía única                 | 30 km/h |        |
| Recorrido peatonal tipo 2 | 30 km/h |        |
| Recorrido peatonal tipo 1 | 20 km/h |        |

### Ampliación y futuras líneas
Existen tres proyectos de ampliación del Metro de Granada, todos ellos en fase de estudio y licitación: de ellas, dos consisten en la prolongación de la actual línea 1 por sus extremos, mientras que la tercera se trata de una variante que atraviesa el centro de la ciudad.
El proyecto de expansión presentado en enero del 2022 consta de dos fases: en primer lugar, se construirán las dos ampliaciones por los extremos, que servirán para prolongar el recorrido de la línea actualmente en servicio. A continuación, se acometerá la variante por el centro de la ciudad. Una vez completadas las obras, y con horizonte en el año 2030, se procederá a reorganizar el trazado comercial, pasando a ser un sistema compuesto por tres líneas: dos transversales y una tercera circular.

#### Ampliación sur
El 12 de noviembre de 2021, el gobierno andaluz aprobó la prolongación sur de la línea 1 del Metro de Granada desde Armilla hasta Churriana de la Vega y Las Gabias. Se tratará de la primera ampliación del recorrido original definido en 2005. De las ampliaciones previstas, es la que se encuentra en un estado más avanzado, ya que tiene redactado tanto su estudio informativo como el proyecto de construcción. De la inversión, 68 millones de euros serán aportados por los fondos Next Generation EU. Está previsto que la licitación de las obras se lleve a cabo a finales de 2022. Las obras comenzarían en primavera de 2023 y su finalización está prevista para el año 2026.
El trazado partirá de la estación de Armilla, desde donde continuará por la Avenida de Poniente hasta la carretera autonómica A-338 en dirección Churriana de la Vega. Ya en el término municipal churrianero se encontrará la nueva estación de San Cayetano. A continuación, el trazado entrará en la zona urbana del municipio, por la calle San Ramón: a lo largo de esta avenida se encontrarán tres estaciones, denominadas provisionalmente San Ramón 1, San Ramón 2 y San Ramón 3. A continuación, el metro realizará un giro a la izquierda, entrando en la carretera GR-3303 en dirección a Las Gabias, donde se localizará la estación de La Gloria. El trayecto finalizará con una última estación en el centro urbano de Gabia Grande, en la calle de la Estación de Tranvías, por la que antaño circulaba el antiguo Tranvía de Granada.

#### Ampliación norte
El 20 de junio de 2021 el gobierno andaluz aprobó la adjudicación del estudio informativo para la ampliación del metro por su extremo norte hacia el municipio de Atarfe. Fue presentado en diciembre del mismo año, definiendo su recorrido con seis nuevas estaciones. Inicialmente formará parte de la línea 1, pero, una vez se ejecute la ampliación por el centro, entonces este tramo pasará a formar parte de la línea 2. Al contrario que la ampliación sur, esta no se presentó en tiempo para optar a la financiación de los fondos Next Generation UE, aunque el gobierno espera que pueda optar al Programa Operativo Feder 2021-2027.
El eventual trazado de esta prolongación partiría estación de Albolote en la avenida Jaboco Camarero hacia la avenida Reyes Católicos. Desde allí, saldría del municipio en paralelo a la carretera GR-3417, pasando por Ronda Lindaraja y la Avenida Circunvalación hasta llegar a la calle Castillo de Moclín para seguir por Avenida de América. Aunque no forma parte del proyecto inicial de esta prolongación, el gobierno andaluz también se ha mostrado dispuesto a estudiar la continuación hasta los municipios de Santa Fe y al aeropuerto, siendo esta una petición reiterada por los alcaldes de las localidades.

#### Ampliación centro
La tercera ampliación del metro de Granada, y la más ambiciosa de las tres por su complejidad, consistirá en la creación de una variante que atraviese el casco urbano de la capital granadina. En diciembre de 2021 fue presentado el estudio informativo que define el trazado y las paradas de esta extensión. Su recorrido parte de la estación de Andrés Segovia, en servicio desde 2017, en dirección a la Plaza Fontiveros. Desde allí discurriría por la calle Poeta Manuel de Góngora con destino a la Acera del Darro. Continuará en dirección norte hasta la calle Reyes Católicos y la Gran Vía de Colón, una de las principales arterias de la ciudad. Posteriormente atravesaría la avenida de la Constitución para finalizar su trazado en la estación de Caleta, donde conectará con la línea 1.
Este proyecto recibió inicialmente un amplio apoyo por parte del ayuntamiento de Granada, que reiteró en múltiples ocasiones la importancia para el municipio que supondrá la creación de esta variante. También se ha retrasado, desde 2023, cualquier avance en su definición hasta al menos 2026.

#### Otras ampliaciones
En relación con el anuncio de la nueva variante por el centro de Granada, desde el Ayuntamiento se sugirió que esta línea fuera sustituida por otra que llegase a barrios más populosos como La Chana, pero también al aeropuerto de Granada, situado en Santa Fe, aunque de escaso interés real, debido a una demanda relativamente modesta de viajeros del aeropuerto, la alta inversión inicial debido, entre otros factores, a su lejanía, las alternativas más lógicas que deberían acometerse antes, como un servicio de autobuses rápidos (BRT) o el impacto ambiental y urbanístico incluidas las dificultades para integrar el tramo ferroviario en el tejido urbano existente.

#### Línea 2
El proyecto para la creación de una línea 2 del Metro de Granada forma parte del estudio informativo que la Junta de Andalucía presentó en enero de 2022, y cuyo horizonte se encuentra en el año 2030. Esta segunda línea recorrerá de norte a sur el área metropolitana, atravesando el casco histórico a su paso por el centro de la capital. De entre las ocho propuestas analizadas, esta fue la seleccionada por ser la que mejor aprovechaba la infraestructura completa.
Será transversal, desde la estación de Atarfe hasta Las Gabias. A su paso por la capital, se bifurcará de la primera línea en la estación de Andrés Segovia, para continuar por las paradas de Fontiveros, Manuel de Góngora, Humilladero, Fuente de las Batallas, Catedral, Gran Vía y Constitución. Al llegar a Caleta, volverá a unirse a esta, hasta llegar a la cabecera de Atarfe. Una vez se ponga en marcha, la línea 1 regresará a su trazado original, con cabecera en las estaciones de Armilla y Albolote.

#### Línea 3
La línea 3 del Metro de Granada será una línea circular que discurrirá por el anillo central de la ciudad. Fue definida como parte del estudio informativo que la Junta de Andalucía presentó en enero de 2022. Se prevé su inauguración para el año 2030. Esta tercera línea no requeriría de la creación de nueva infraestructura, ya que aprovechará íntegramente la ya creada en el trazado original de la línea 1 y la ampliación por el centro histórico.
Su recorrido discurrirá por el anillo central que forma el viario Camino de Ronda-Gran Vía, con parada en las estaciones de Fontiveros, Manuel de Góngora, Humilladero, Fuente de las Batallas, Catedral, Gran Vía, Constitución, Caleta, Estación Ferrocarril, Universidad, Méndez Núñez, Recogidas, Alcázar Genil e Hípica.

## Características del servicio

### Horarios y frecuencias
El metro de Granada opera en horario comercial todos los días del año. La primera salida desde las estaciones de cabecera se realiza a las 6:30 de lunes a viernes y en vísperas de festivos y a las 7:30 los sábados, domingos y festivos. Las últimas salidas de trenes desde las estaciones de Albolote y Armilla tienen lugar a las 23:00 de lunes a jueves y domingos, mientras que los viernes, sábados y vísperas de festivo el horario de operación se prolonga hasta las 2:00.
Horarios especiales
La prestación del servicio en el metro cuenta con horarios especiales, adaptados a determinados eventos y festividades de relevancia en Granada. Existen seis circunstancias en las que se planifican horarios especiales. Además de estos, también se contemplan horarios especiales para otros eventos que no estén previamente concertados en el calendario en función de las circunstancias.
- Semana Santa, J-V-S: servicio hasta las 02:00.
- Feria Corpus, J-V-S: servicio 24 horas.
- Navidad, S-D: refuerzos hasta las 23:00.
- Virgen de las Angustias: refuerzos hasta las 23:00.
- Domingo de Ramos: servicio hasta las 23:00.
- Refuerzos parciales en días en los que se celebren partidos de fútbol.

### Número de viajeros
En los tres primeros meses de funcionamiento tras su inauguración, el metro de Granada desplazó a tres millones de viajeros. Ya en 2018, el primer año completo de servicio, el número de desplazamientos superó los 10.2 millones de pasajeros. Este mismo año se calculó que la demanda en general del transporte público en Granada experimentó un incremento del 13,5% como consecuencia de la puesta en marcha del nuevo sistema de transporte.
La demanda experimentó un crecimiento positivo en el año 2019, alcanzando los 11.7 millones de pasajeros. En 2020, como consecuencia de las restricciones de movilidad asociadas a la pandemia de COVID-19, el número de viajeros bajó drásticamente a 5.7 millones. La demanda no se recuperó hasta 2022, en el que se registraron datos muy similares a los de 2019 con 11.1 millones de desplazamientos.Posteriormente, en los años 2023 y 2024 se transportaron la cifra récord de 14.2 y 16.2 millones de pasajeros, respectivamente.
| Evolución de viajeros anuales (en millones) del Metro de Granada |
|                                                                  |

### Puntos de información
Existen dos oficinas de atención al cliente e información: una de ellas está situada en la estación de Recogidas, mientras que la otra se trata de un puesto de información situado junto a la estación de Albolote. El tercer punto de atención e información al viajero se encuentra en las oficinas centrales del servicio, localizadas en las proximidades de la estación de Cerrillo Maracena, en la avenida Profesor Domínguez Ortiz, donde se ubican los talleres y cocheras.

### Sistema tarifario
El sistema tarifario del metro de Granada consta de cuatro medios de pago diferentes: la tarjeta monedero exclusiva del metro ligero, la tarjeta multimodal del Consorcio de Transporte Metropolitano del Área de Granada o los billetes ocasionales. El precio del billete varía en función de la tarifa seleccionada.
En cualquiera de los casos, el usuario debe adquirir un soporte para poder acceder al servicio. La tarjeta de Metro de Granada se ofrece en dos soportes: cartón (0,30 €) o PVC (1,80 €). Ambas utilizan tecnología sin contacto, son recargables un número ilimitado de veces y permiten cambiar la tarifa para la que están habilitadas en los puntos de venta. El soporte de cartón puede ser recargado como billete sencillo, monedero o bono turístico de un día. El soporte rígido puede ser recargado como monedero. El abono 30 días es nominativo y posee un soporte rígido especial que identifica a su titular.
Además de los billetes propios, el metro también es compatible con la tarjeta del Consorcio de Transporte Metropolitano del Área de Granada. Esta tarjeta es la única que admite la intermodalidad con el resto de transportes, ya que se puede utilizar indistintamente en el metro, la red de autobuses urbanos de Granada y la red de buses interurbanos del Consorcio.
Según datos del año 2018, la tarjeta del Consorcio Metropolitano de Granada es el medio de pago más habitual entre los pasajeros, acaparando el 58,8 % de las validaciones. Le sigue la tarjeta del Metro de Granada (29,4 %) y por último el billete sencillo (11,8 %).
En la actualidad, las diferentes tarifas y títulos propios del Metro de Granada son las siguientes:
- Billete sencillo: título de un viaje de un único sentido. (1,35 €)
- Tarjeta Monedero: título recargable a partir de 5 € que permite al usuario consumir su saldo a medida que viaja. (0,82 €)
- Tarjeta Turística 1 día: viajes ilimitados en metro durante un día. Ampliable a dos, tres o cinco días. (4,50 €)
- Bono 30 días: viajes ilimitados en metro durante 30 días a partir de la fecha de la primera validación. (40 €)

### Intermodalidad
El metro de Granada se diseñó con la intención de favorecer la intermodalidad con los puntos de conexión de larga distancia de la ciudad: la línea cuenta con dos intercambiadores en la estación de ferrocarril y en la de autobuses. La mayoría de estaciones también están dispuesta de forma que cuentan con paradas contiguas de la red de bus urbano de Granada y bus interurbano del Consorcio de Transportes de Granada. En total, la zona servida por el Consorcio de Transporte Metropolitano del Área de Granada está formada por 34 municipios, con una población que asciende a casi el 58 % del censo de la población de la provincia.
Además de los títulos propios del Metropolitano de Granada, también son válidos para viajar en él las tarjetas de cualquiera de los núcleos del Consorcio de Transportes de Andalucía. Estos billetes pueden ser configurados para hacer transbordo con cualquiera de las líneas de autobús interurbano del área metropolitana, con una tarifa distinta según el número de zonas que se quiera viajar.
- Tarjeta Monedero: título con saldo recargable. Su precio es equivalente al título homólogo de Metro de Granada. (0,82 €)
- Transbordo de 0 saltos: permite realizar un transbordo con cualquier línea de la red de buses urbanos de Granada sin coste adicional. (1,01 €)
- Transbordo de 1 salto: permite realizar un transbordo con la red de buses de autobuses interurbanos de Granada para viajes de una zona. (1,66 €)
- Transbordo de 2 saltos: permite realizar un transbordo con la red de buses de autobuses interurbanos de Granada para viajes de dos zonas. (1,86 €)
- Transbordo de 3 saltos: permite realizar un transbordo con la red de buses de autobuses interurbanos de Granada para viajes de tres zonas. (2,76 €)